# Jamides caerulina
Jamides caerulina är en fjärilsart som beskrevs av Mathew 1887. Jamides caerulina ingår i släktet Jamides och familjen juvelvingar. Inga underarter finns listade i Catalogue of Life.